# Ahne (Fulda)

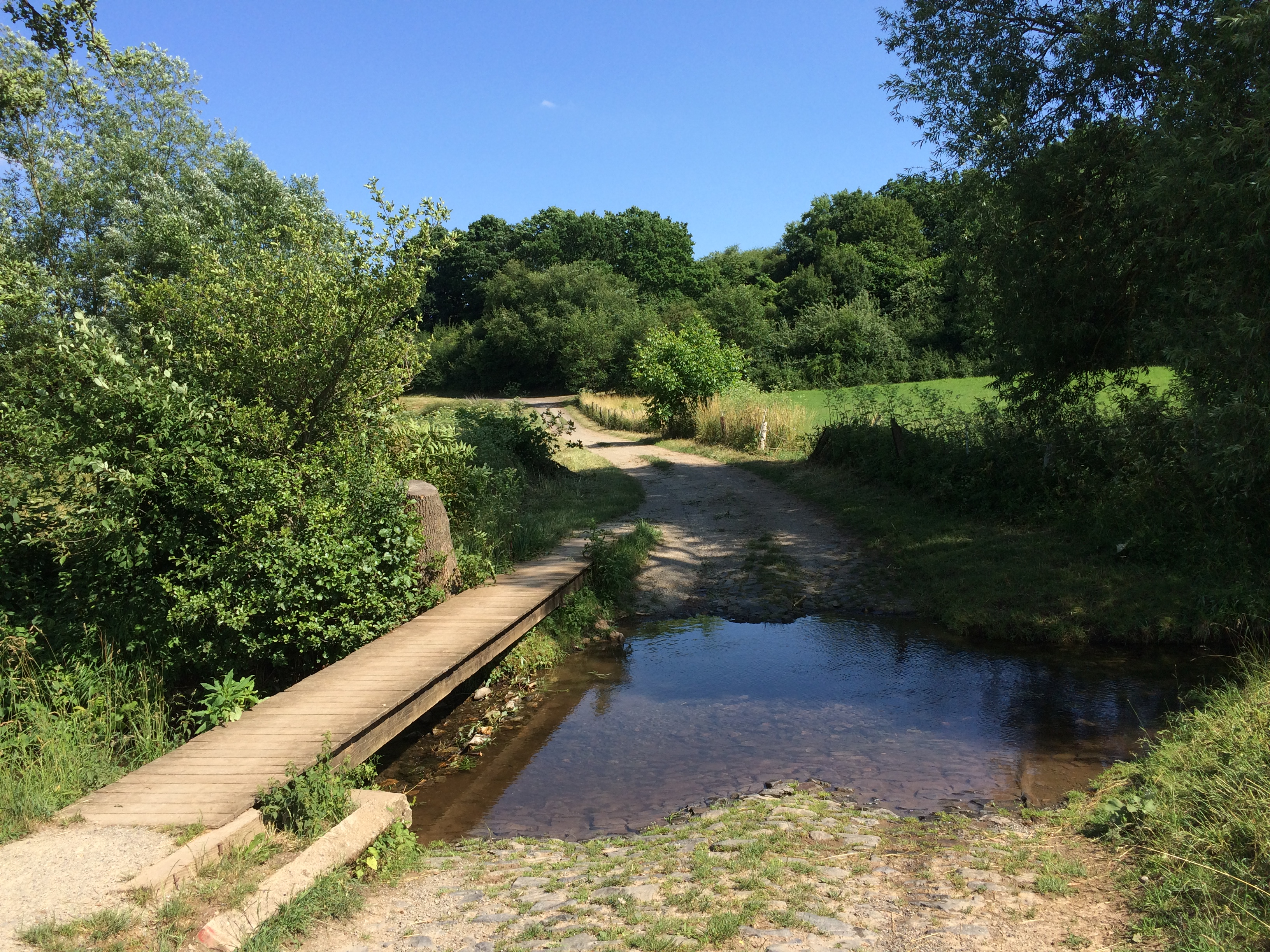
Ahne: Steg und Furt zwischen Weimar und Heckershausen

Die Ahne (auch Ahnebach und Ahna bzw. Ahnabach genannt) ist ein 21,1 km langer, nordwestlicher und linker Zufluss der Fulda. Sie fließt im Landkreis Kassel und in der kreisfreien Großstadt Kassel in Nordhessen (Deutschland).

## Name
Der Erstbeleg des Namens stammt aus dem Jahr 1154 fluvium Ána. Er leitet sich vom keltisch-gallischen Wort ana-(m) für 'Sumpf' ab und weist damit auf die Torfmoore am Oberlauf hin.

## Geographie

### Verlauf
Das Fließgewässer entspringt als Ahne im Hohen Habichtswald. Ihre Quelle liegt im Naturpark Habichtswald etwa 0,6 km nordöstlich des auf dem Essigberg (ca. 597,5 m ü. NHN) stehenden Fernmeldeturms Habichtswald und 0,8 km nordwestlich der höchsten Stelle vom Großen Steinhaufen (597 m). Sie befindet sich wenige Hundert Meter außerhalb des Kasseler Stadtgebiets im Südostteil der Gemeinde Habichtswald im Wald versteckt auf knapp 575 m Höhe.
Kurz nach ihrer Quelle fließt die Ahne ostnordostwärts entlang der von Rosskastanien gesäumten Kastanienallee vorbei an Hute- und Weideflächen, die sich zwischen den bewaldeten Bergen Wuhlhagen (561,7 m) im Norden und Großer Steinhaufen (561,7 m) im Süden sowie dem Kasseler Herkules erstrecken; Letzterer steht etwa 1,3 km südöstlich des Bachs im Bergpark Wilhelmshöhe. Dabei passiert der Bach das rund 500 m südsüdöstlich gelegene Sichelbachbecken, dem Hauptspeicher der Kasseler Wasserspiele, zu dem vom Bach ein 2,2 km langer Wassergraben überleitet. Nördlich des Sichelbachbeckens unterquert die Ahne den Habichtswaldsteig und erstmals den Märchenlandweg. Von dort führt ein kurzes Stück des Kassel-Steigs entlang dem Bach bis zur Gaststätte Zum Silbersee (ca. 470 m).

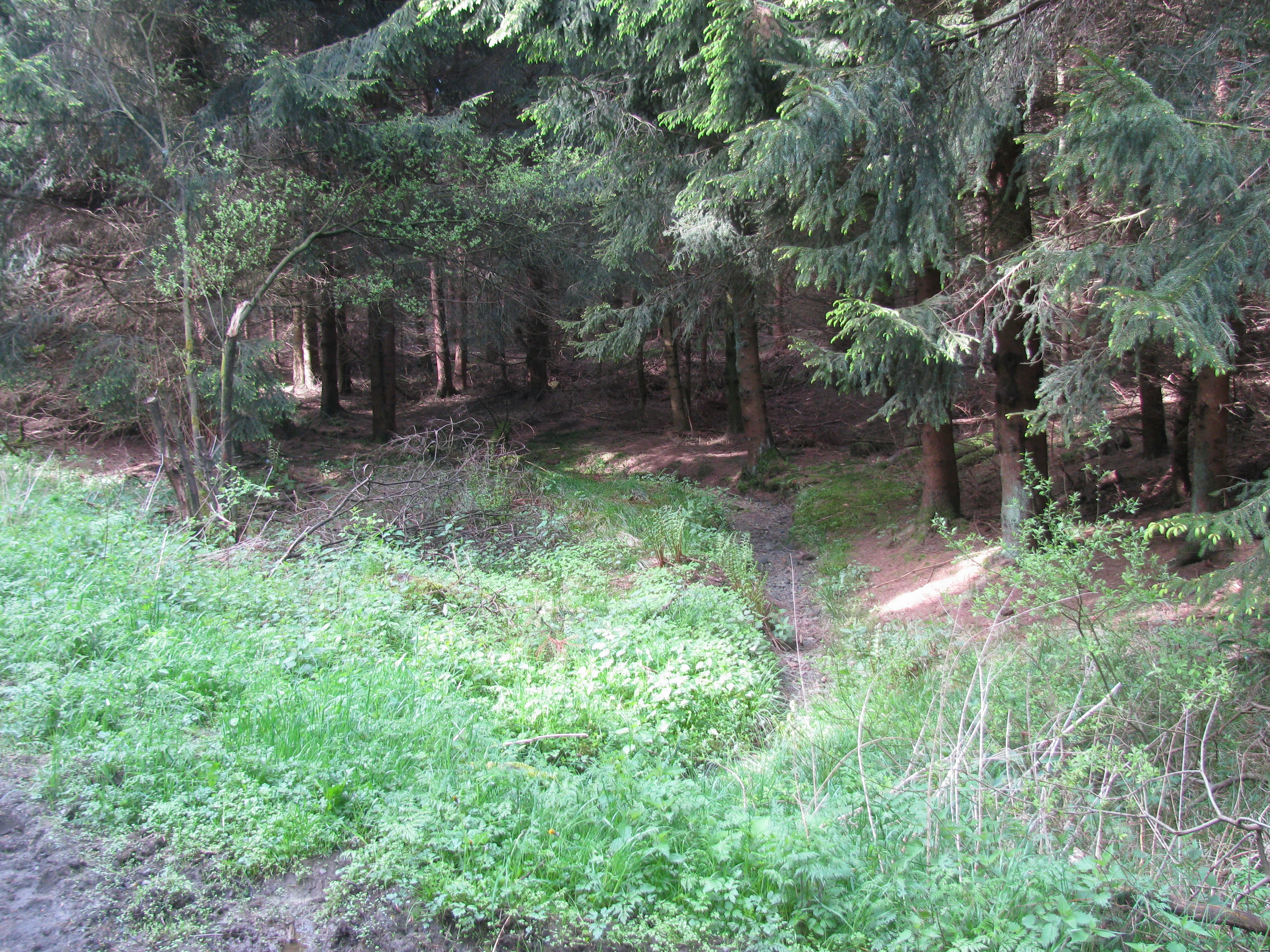
Quellnaher Ahne-Oberlauf am Essigberg (⊙)
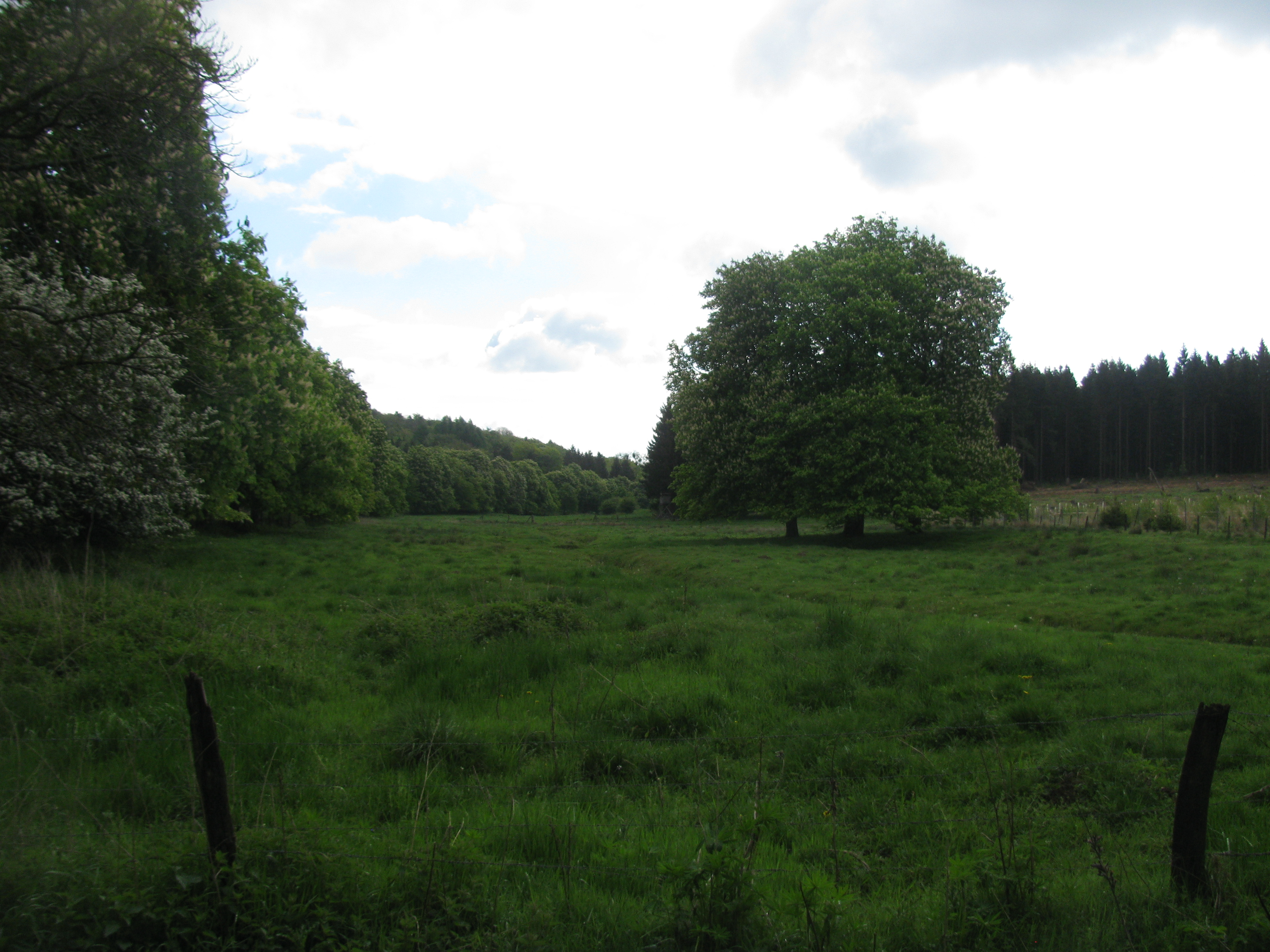
Hute- und Weideflächen am Ahne-Oberlauf bei der Kastanienallee (⊙)
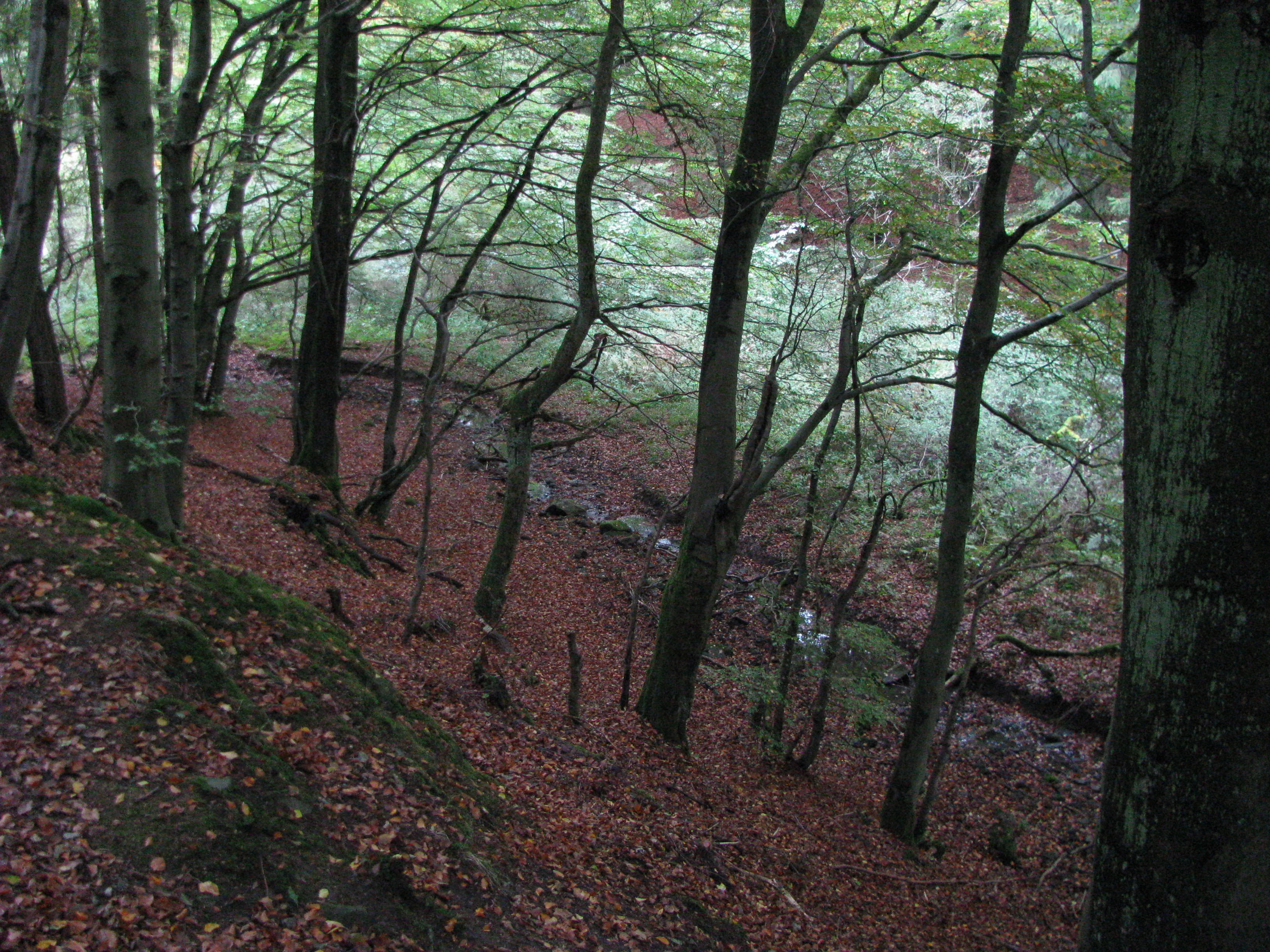
Ahne-Oberlauf oberhalb der Gaststätte Zum Silbersee (⊙)

Unterhalb der Gaststätte verläuft die Ahne durch Waldgebiete nach Norden. Dabei bildet sie im Habichtswald teilweise die natürliche Grenze von Kassel-Harleshausen zur Gemeinde Habichtswald und fließt recht steil bergab durch ein tief eingeschnittenes Tal. Hierbei passiert der Bach direkt oder in geringer Entfernung Basalt- und Kalksteinformationen, alte Brunnen und die Reste einer längst stillgelegten Mine, in der einst Braunkohle gefördert wurde. Außerdem fließt die Ahne an einem Basalttagebau vorbei. Von diesem Bereich des Bachlaufs ist es nicht weit zum Ringwall der ehemaligen Igelsburg und zum nahen Silbersee.
An der alten Gaststätte Ahnetal, die am Waldausgang nahe einer engen Kurve am Abzweig (335 m) der nach Weimar führenden Kreisstraße 21 von der Bundesstraße 251 (Brilon–Kassel) steht, verlässt die Ahne endgültig das hier dicht bewaldete und zu Harleshausen gehörende Gebiet des Hohen Habichtswaldes; dabei unterquert sie die B 251 und fließt in Richtung Nordosten. Unterhalb des Waldrandes wird sie ein kurzes Stück vom Märchenlandweg begleitet. Dann durchfließt sie das Ahnatal mit der Gemeinde Ahnatal etwa in Richtung Osten. Dabei passiert die Ahne weitere Brunnen und die Erhebung Bühl (322,5 m) mit dem Bergsee Bühl 400 m südöstlich und nimmt den Bach von den Steinfeldwiesen auf.
Südöstlich vom Ahnataler Ortsteil Weimar unterquert die Ahne die Bahnstrecke Volkmarsen–Vellmar-Obervellmar, wonach die zwischen dem Erlenloch und den Erlenlochswiesen entspringende und vom Silberborn gespeiste Kleine Ahne einmündet. An der Brücke der Bahnstrecke verlässt sie den Naturpark Habichtswald. Kurz darauf unterquert der Bach einen Steg mit einer parallel verlaufenden Furt (ca. 235 m). Nach anschließendem Unterqueren der K 30 (Weimar–Heckershausen) fließt er an der Brückenmühle südöstlich an der Weimarer Ortslage Kammerberg vorbei.
Dann unterquert die Ahne die Rasenallee (Landesstraße 3217) und verläuft ostwärts durch den Ahnataler Ortsteil Heckershausen, der zwischen der Firnskuppe (313,9 m) im Süden und dem Stahlberg (347,9 m) mit dem jenseits davon befindlichen Staufenberg (361,2 m) im Norden liegt. Bis zur Dorfmitte, am Bachufer auf etwa 215 m Höhe, hat sie 360 m Höhenunterschied überwunden.
Etwas unterhalb von Heckershausen gelangt die Ahne nach Vellmar und in deren Stadtteil Obervellmar. Noch vor Erreichen von bebauten Flächen der Kleinstadt und unmittelbar nach Aufnehmen des von Nordwesten kommenden Entenbachs fließt sie entlang der K 31 (Heckershausen−Vellmar) durch einen Bachtunnel unter der Trasse der Bahnstrecke Kassel–Warburg. Fortan wird sie – bis zu ihrer Mündung – vom Wanderweg Märchenlandweg begleitet. Nach Durchfließen des Ahneparks unterquert der Bach einen gemeinsamen Abschnitt der Bundesstraßen 7 und 83 (ca. 178 m). Etwas weiter ostsüdöstlich davon unterquert er in Niedervellmar die Halle-Kasseler Eisenbahn und zugleich die Schnellfahrstrecke Hannover–Kassel–Würzburg (ca. 171 m).
Von dort an, spätestens jedoch ab der am Bach auf etwa 162,5 m Höhe gelegenen Stadtgrenze von Vellmar und Kassel, heißt das Fließgewässer Ahna. Jenseits dieser Grenze zweigt unterhalb des Wartebergs (229,1 m),, wo der Bach durch eine weitläufige, unbebaute Niederung fließt, der künstlich angelegte Mühlgraben ab. Er verläuft westlich bis südwestlich entlang dem bewaldeten Westhang des Wartebergs und leitet sein Wasser nach etwa 750 m Länge etwas unterhalb der Pariser Mühle, die um 1850 zur Versorgung der Kolonie Philippinenhof gebaut wurde, auf etwa 157 m Höhe wieder in die Ahna. Mit einer Fallhöhe von 8 m wird in der Pariser Mühle über eine Turbine Strom für den Mühlenbetrieb erzeugt. Südwestlich unterhalb vom Warteberg mündet der etwa vom Abzweig der Berliner Straße von der Holländische Straße (B 7/83) kommende Mittelbach ein, der meist trocken liegt. Etwas weiter südlich davon wird die Ahna vom aus dem Kasseler Stadtteil Jungfernkopf kommenden Jungfernbach gespeist, der aus der Kanalisation der Bunsenstraße kommt.
Danach verläuft die Ahna in südöstlicher Richtung, meist kanalisiert, parallel zur Bunsenstraße und etwas östlich der Holländische Straße durch bebaute Gebiete von Kassel, wobei sie verschiedene Stadtteile durchfließt oder deren Grenzen bildet. Dabei fließt sie zwischen dem Berufsschulzentrum im Westen und dem auf einer Anhöhe befindlichen Klinikum Kassel im Osten und der Universität Kassel im Süden entlang der Ostgrenze des Nordstadtparks (1999 bis 2004 angelegt; ca. 145 m), an den sich künftig direkt im Süden der Ahnapark (nicht zu verwechseln mit dem oben genannten Ahnepark in Vellmar) anschließen soll. An der Südostecke des Nordstadtparks mündet mit dem Mombach – unmittelbar nach Verlassen der Kanalisation der Mombachstraße – der Unterlauf des Geilebachs ein.
Nach dem Durchqueren des Universitätsgeländes und dem kurz darauf gelegenen Unterqueren der Bundesstraße 3 (Weserstraße Ecke Kurt-Wolters-Straße-Schützenstraße; 140,1 m) und des Wanderwegs Herkulesweg mündet die Ahna nahe der kleinen Staustufen-Insel Finkenherd, neben der die Kasseler Schleuse mit Walzenwehr steht, zwischen der Hafen- und Fuldabrücke bei Fuldakilometer 27,3 auf rund 135 m Höhe in die Fulda.

### Einzugsgebiet und Flusssystem
Das Einzugsgebiet der Ahne bzw. Ahna ist 41,332 km² groß. Zum Flusssystem gehören flussabwärts betrachtet mit orographischer Zuordnung (l = linksseitig, r = rechtsseitig), Gewässerlänge und Mündungsort mit Ahnebachkilometer und – wenn bekannt – Einzugsgebietsgröße diese Fließgewässer:
- Bach von den Steinfeldwiesen (r; 0,9 km), weit unterhalb der Gaststätte Ahnetal (bei km 14,4)[8]
- Kleine Ahne (r; 2,4 km), südöstlich von Weimar (bei km 13,15)
  - Silberborn[9] (l; 1,25 km), unterhalb der Erlenlochwiesen (bei Kleine-Ahne-km 1,15)[8]
- Dorfbach (oder Servitutgraben; l; 4,8 km), zwischen Weimar und Heckershausen unterhalb der Brückenmühle (bei km 11,7); 8,5 km²
  - Erlebach (l; 2,1 km), in Weimar (bei Dorfbach-km 1,25)
- Bach am Stahlberg (l; 0,6 km), in Weimar (bei Dorfbach-km 10,9)
- Entenbach (l; 0,6 km), zwischen Heckershausen und Vellmar direkt oberhalb des Bachtunnels der Bahnstrecke Kassel–Warburg (bei km 9,2)
- Rainbach (r; 1,6 km; mit Firnsbach 3,1 km lang), in Obervellmar unterhalb vom Freibad (bei km 8,65)
  - Hühnerkampsgraben (Quellbach, l; 1,8 km), nahe dem südlich von Heckershausen gelegenen Hügel Beulchen (am Rainbach-km 1,6)
  - Firnsbach (Quellbach: r; 1,5 km), nahe dem südlich von Heckershausen gelegenen Hügel Beulchen (am Rainbach-km 1,6)
  - Rinnbach (r; 1,9 km), direkt westlich von Obervellmar in Kanalisation unterhalb bzw. oberhalb der Bahndammtunnel der Bahnstrecke Volkmarsen–Vellmar-Obervellmar und der Bahnstrecke Kassel–Warburg; nahe der Grillhütte Obervellmar (bei Rainbach-km 0,4)
- Elsche (oder Ehlsche; l; 2,7 km), in Obervellmar nahe Kreuzung Bahnhofstraße/Holländische Straße (bei km 8,2)
  - Mittelbach (r; 0,6 km), vor Obervellmar unterhalb des Steimels (bei Elsche-km 0,95)
- Bach vom Hopfenberg (l; 1 km), in Niedervellmar nahe dem Grundweg (bei km 6,55)
  - Bach von Frommershausen (r; 0,6 km), unterhalb von Frommershausen; östlich Abzweig Sendeweg von Hopfenbergstraße (beim Bach-vom-Hopfenberg-km 0,65)
- Bach an Grenze von Vellmar und Kassel (r; 0,8 km), an Grenze von Vellmar-Niedervellmar zu Kassel-Philippinenhof-Warteberg südöstlich der Wiesenstraße (bei km 4,5)
- Mittelbach (r; 1,4 km), an Grenze von Niedervellmar zu Kassel-Nord-Holland östlich der Niedervellmarer Straße (bei km 4,4)
- Jungfernbach (r; 2,9 km), in Kassel an Stadtteilgrenze von Philippinenhof-Warteberg/Nord-Holland nahe Kreuzung Niedervellmarer Straße/Bunsenstraße (bei km 3,8)
- Mommenröder Graben (l; 1,1 km), in Kassel auch an Grenze Philippinenhof-Warteberg/Nord-Holland an Bunsenstraße (bei km 3,4)
- Quellgraben (l; 0,9 km), entlang Quellbachweg und Quellhofstraße; in Kassel im Stadtteil Nord-Holland an Bunsenstraße/Rothfelsstraße (bei km 2,35)
- Geilebach (Geile→Döll→Mombach; r; ca. 8,5 km), in Kassel an Stadtteilgrenze von Nord-Holland/Fasanenhof an Mombachstraße (bei km 1,5)

### Naturräumliche Zuordnung
Die Ahne bzw. Ahna entspringt und fließt anfangs in der naturräumlichen Haupteinheitengruppe Westhessisches Bergland (Nr. 34), in der Haupteinheit Habichtswälder Bergland (342) und in der Untereinheit Hoher Habichtswald und Langenberg (342.0) im Naturraum Hoher Habichtswald (342.00). Hiernach durchfließt sie den Osten des zur Untereinheit Dörnberg und Schreckenberge (342.3) zählenden Naturraums Dönbergpaß (342.30). Anschließend gelangt der Bach, kurz nach Verlassen von bewaldetem Gebiet, in die Haupteinheit Westhessische Senke (343), in der er bis zu seiner Mündung in die Fulda in der Untereinheit Kasseler Becken (343.3) verläuft.

## Schutzgebiete
Der Ahne-Oberlauf bis zur an der B 251 stehenden Gaststätte Ahnetal liegt im Fauna-Flora-Habitat-Gebiet Habichtswald und Seilerberg bei Ehlen (FFH-Nr. 4622-302; 29,1936 km² groß). Ab der Stadtgrenze von Vellmar und Kassel befindet sich der Ahna-Unterlauf größtenteils und die Mündung in die Fulda im Landschaftsschutzgebiet Stadt Kassel (CDDA-Nr. 378517; 1995; 19,8386 km²).

## Kasseler Meeressand
An der Ahne bzw. Ahna findet man den Kasseler Meeressand mit fossilen Muscheln, Fischwirbeln und Haifischzähnen. Vor etwa 28 Millionen Jahren war die Landschaft vom Wasser eines Meeres überspült. Als sich nach etwa 4 Mio. Jahren die Erdoberfläche hob, floss das Wasser allmählich ab. Es folgten weitere Hebungen und Senkungen sowie zudem Vulkanausbrüche, deren ausgetretene Lava die Landschaft und Meeresablagerungen schützend überdeckte. Später wurden unter anderem an der Ahne Ablagerungen freigespült.

## Geschichte
Zwischen Heckershausen und Weimar stürzte am 12. März 2010 eine nahe der Kreisstraße 30 (Weimar–Heckershausen) etwa 100 m südlich der Brückenmühle über die Ahne führende Fußgängerbrücke (⊙) ein, als ein 1,5 Tonnen schwerer Traktor-Schlepper über die Holzbrücke mit einem offenbar durchgefaulten Holzbalken fuhr. Am 19. August 2010 wurde eine neue Brücke, 6,7 m lang und 2,5 m breit, aus vollverzinkten und lackierten Stahlträgern auf die alten Widerlager aus Stahlbeton gesetzt. Der Bodenbelag der Brücke, die mit Metallgeländern versehen ist, besteht aus Bongossi-Holzbrettern.

## Verkehrsanbindung und Wandern

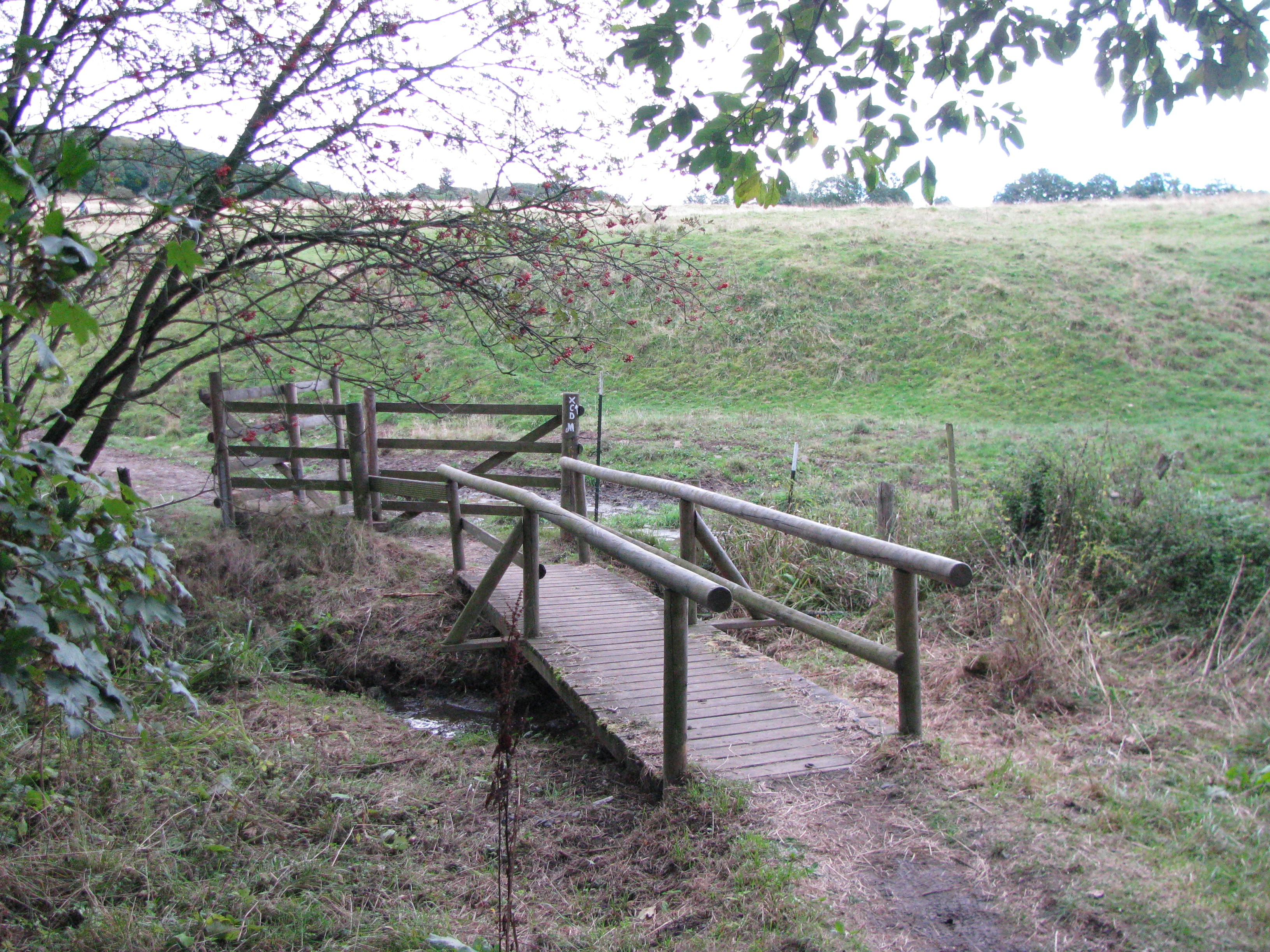
Holzbrücke (; Habichtswaldsteig und Märchenlandweg) über die Ahne

Die Ahne bzw. Ahna unterquert unter anderem die Bundesstraße 251 (Wolfhager Straße) auf der Nordabdachung des Hohen Habichtswaldes, die Rasenallee (Landesstraße 3217) zwischen Weimar und Heckershausen, einen gemeinsamen und als Kraftfahrstraße ausgebauten Abschnitt der Bundesstraßen 7 und 83 (Holländische Straße) in Vellmar, einen weiteren gemeinsamen Abschnitt beider Straßen (Kurt-Wolters-Straße) in Kassel und, wenige Meter unterhalb davon, die B 3 (Weserstraße) in Kassel.
Nahe Weimar unterquert die Ahne die Bahnstrecke Volkmarsen–Vellmar-Obervellmar. Kurz nach dem Einfluss nach Vellmar führt sie unter der Bahnstrecke Kassel–Warburg hindurch. In der Stadt unterquert der Bach die Halle-Kasseler Eisenbahn und zugleich die Schnellfahrstrecke Hannover–Kassel–Würzburg.
Im Hohen Habichtswald unterquert die Ahne den Habichtswaldsteig und zugleich erstmals den Märchenlandweg, die nördlich unterhalb des Sichelbachbeckens gemeinsam über eine Holzbrücke führen, und sie wird dort ein kurzes Stück vom Kassel-Steig begleitet. Innerhalb des Waldes kann man das zwischen den Gaststätten Zum Silbersee und Ahnetal tief eingeschnittene und schattige Tal am Oberlauf der Ahne auf Wegen und Pfaden durchwandern. Dort führt ein Pfad teils direkt durch das Bachbett, über kleine Bachinseln und an drei Stellen über Holzbrückchen. Von Weimar durch Heckershausen bis nach Vellmar verläuft entlang der Ahne der etwa 9 km lange Eco Pfad Ahne. Außerhalb des Habichtswaldes führen unterhalb der B 251 im Ahnetaler Gemeindegebiet Wege entlang des Bachs durch landwirtschaftlich genutzte Flächen und dann weiter durch den Ahnataler Ortsteil Heckershausen nach Vellmar, wo man den Ahnepark durchlaufen kann. Von dort verläuft durch das etwas unterhalb des Parks befindliche Kassel beim Einflussbereich des Bachs in die Großstadt erst am West- bis Südwesthang vom Warteberg (entlang dem Mühlgraben der Pariser Mühle) und dann weiter entlang des Bachs bis zur Mündung der Ahna in die Fulda der Märchenlandweg.